# Otakar Hořínek
Otakar Hořínek (n. 12 mai 1929, Prostějov⁠(d), regiunea Olomouc, Cehia – d. 8 iunie 2015, Prostějov⁠(d), regiunea Olomouc, Cehia) a fost un trăgător de tir ce a reprezentat Cehoslovacia, medaliat olimpic. A participat la 2 ediții ale Jocurilor Olimpice (1956, 1960) în care a câștigat o medalie de argint.